# Charles-Henri Plantade
Charles-Henri Plantade (Pontoise, Val-d'Oise, 19 d'octubre de 1764 - París, 18 de desembre de 1839) fou un clavecinista i compositor francès. Era el pare del també music Charles-François Plantade (1787-1870).
En la seva joventut formà part dels patges del rei de França; en la cort començà l'estudi del violoncel, i després, a París, es perfeccionà en aquell instrument i estudià, a més, cant i composició, tenint per mestres els millors músics d'aquella època. No tardà en dedicar-se de ple a la composició de romances i altres obres lleugeres que li donaré de seguida molta fama. El 1797 se'l nomenà professor de cant de l'Institut Campain de Saint-Denis, allí tingué per alumna la futura reina d'Holanda Hortense de Beauharnais, la qual, al ocupar el tron, dispensà a la seva protecció al seu antic mestre, cridant-lo a la cort com a mestre de la Capella Reial, i després de l'abdicació del rei Louis Bonaparte el 1810 el va retindré al seu costat, a París, en qualitat de director de música, fins al 1815.
El 1802 havia estat nomenat professor de cant del Conservatori de París, lloc que deixà al traslladar-se a Holanda; el 1812 fou professor de cant i régisseur de l'Òpera de París, i des de 1816 fins al 1828 tornà ser professor de cant del citat Conservatori; durant aquest temps succeí a Persuis en el càrrec de director de la Capella Reial. En esclatar la Revolució francesa de Juliol (1830), Plantade va perdre tots els seus càrrecs, i es retirà al barri de Batignolles molt entristit, retornant a París poc temps abans de morir.
Malgrat que no mostrà gaire originalitat i sense poder posar-se en primera fila dels compositors de la seva època, les seves produccions tingueren molt d'èxit. Entre elles cal citar les òperes còmiques següents:
- Les deux soeurs;
- Les souliers mordorés;
- A plus brave la plus belle;
- Palma ou le voyage en Grèce;
- Romaguesi;
- Le roman;
- Zoe;
- Lisez Plutarque;
- Bayard à la Ferté;
- Le mari de circonstance;
- Scène lyrique;
- Blanche de Castille, no representada;
- els cors per la tragèdia Esther de Jean Racine, i diverses pàgines musicals per Le jaloux malgré lui.

En el gènere religiós se li deuen diversos motets, una missa, un rèquiem i un te deum. Donà a imprimir; una sonata per a arpa, 20 col·leccions de romances, algunes de les quals es feren molt populars com al titulada Te bien aimer, o ma chere Zelie, i 3 col·leccions de nocturns a 2 veus; tot això fou editat a París. És autor també d'una Ode, escrita amb motiu de l'aniversari del rei Lluís XVII.